# Rafał Przedmojski
Rafał Przedmojski (ur. 3 sierpnia 1970 w Warszawie) – polski szachista.

## Kariera szachowa
W czasie swojej szachowej kariery kilka razy wystąpił w finałach drużynowych mistrzostw Polski, w barwach warszawskich klubów AZS UW i "Entropia NZSPW" (Niezależne Zrzeszenie Studentów Politechniki Warszawskiej). Wielokrotnie startował w mistrzostwach Warszawy, pięciokrotnie (1995, 2000, 2001, 2002, 2013) zdobywając tytuły mistrza tego miasta. W 1998 r. podzielił IV m. w młodzieżowych (do lat 26) mistrzostwach kraju oraz zajął I m. w pierwszym Królewskim Gambicie Radomia. W latach 2004–2006 zdobył pięć medali w mistrzostwach NATO: trzykrotnie srebrne wraz z drużyną oraz indywidualnie srebrny (2004) i brązowy (2005). W 2005 r. zwyciężył (wspólnie z Jerzym Słabym) w turnieju YMCA Golden Autumn w Warszawie oraz podzielił II m. (za Marcinem Szelągiem, wspólnie z Krzysztofem Chojnackim) w otwartym turnieju w Poznaniu. W 2008 r. w memoriale Tadeusza Gniota w Policach wypełnił pierwszą normę na tytuł mistrza międzynarodowego.
W 2001 r. napisał (wspólnie z Janem Pińskim) książkę pt. Atak f3!? w obronie Caro-Kann (ISBN 83-86407-48-4), poświęconą jednemu z wariantów tego debiutu.
Najwyższy ranking w dotychczasowej karierze osiągnął 1 kwietnia 2007 r., z wynikiem 2411 punktów zajmował wówczas 49. miejsce wśród polskich szachistów.